# Ліквідація Осами бен Ладена
34°10′10″ пн. ш. 73°14′33″ сх. д. / 34.169308° пн. ш. 73.242439° сх. д.
В понеділок 2 травня 2011 року приблизно о 02:30 за UTC було застрелено колишнього лідера ісламістської організації Аль-Каїда Осаму бен Ладена під час проведення спеціальної операції під кодовою назвою «Спис Нептуна» (англ. Operation Neptune Spear). Збройні сили США вбили Осаму бен Ладена після 40-хвилинної перестрілки в Абботтабаді (Пакистан) та захопили його тіло. Президент США Барак Обама публічно повідомив 1 травня 2011 року, що бен Ладен був убитий невеликою групою SEAL. Операція була проведена 20-25 військовослужбовцями спецпідрозділу DEVGRU (відомого як SEAL Team Six), що входить до складу SEAL, команди 160-го авіаполку спецоперацій, які знаходилися в підпорядкуванні Об'єднаного командування спеціальних операцій, у співпраці з Центральним розвідувальним управлінням США (ЦРУ).
Після спостереження за будинком, який, імовірно, був пакистанською резиденцією бен Ладена, збройні сили США були направлені через кордон Афганістану, щоб почати операцію. Пакистанська влада підтвердила, що бен Ладен був убитий в Пакистані військовими США.
Тіло було вивезено американськими військовими. ABC News повідомило, що тіло було ідентифіковано за ДНК-дактилоскопією. Однак, агентство «Рейтерс» повідомило, що результати ДНК-тесту будуть доступні через декілька днів, а тіло бен Ладена було ідентифіковано з використанням методів розпізнавання осіб. Згідно з посадовими особам США, тіло бен Ладена було оброблено, відповідно до ісламської практики і традицій, і було поховано в море невдовзі після смерті, згідно з ісламськими традиціями.

## Встановлення місця перебування Осами бен Ладена

### Особа кур'єра
Ідентифікація кур'єрів «Аль-Каїди» була одним із перших пріоритетів слідчих у секретних в'язницях ЦРУ і в в'язниці в Гуантанамо. До 2002 року слідчим надійшла непідтверджена інформація про кур'єра «Аль-Каїди» під псевдонімом Абу Ахмед аль-Кувейт (іноді згадується як шейх Абу Ахмед). У 2003 році Халід Шейх Мохаммед — ймовірний оперативний командир «Аль-Каїди» — повідомив на допиті, що він був знайомий з аль-Кувейтом, але той не був активний в «Аль-Каїді». У 2004 році заарештований член «Аль-Каїди» Хасан Гул повідомив слідчим, що аль-Кувейт був близький до бен Ладена, також як і Халід Шейх Мохаммед і заступник Мохаммеда Абу Фарадж аль-Лібі. Гул в подальшому повідомив, що аль-Кувейта деякий час ніхто не бачив — факт, який привів американців до думки про те, що він був з бен Ладеном. Дізнавшись про свідчення Гула, Халід Шейх Мохаммед не зрікся своїх первинних свідчень. Абу Фарадж аль-Лібі був схоплений в 2005 році і розповів слідчим ЦРУ, що кур'єром бен Ладена була людина на ім'я Маулаві Абд аль-Халік Ян. Він спростував знайомство з аль-Кувейтом. Оскільки Мохаммед і аль-Лібі мінімізували значення аль-Кувейта, слідчі припустили, що він був членом внутрішнього кола бен Ладена. У 2007 році слідчі дізналися справжнє ім'я аль-Кувейта. ЦРУ так нікого і не знайшло з ім'ям Маулаві Ян і вважає, що аль-Лібі придумав його. У 2010 році прослуховування іншого підозрюваного допомогло дізнатися про розмову з аль-Кувейтом. ЦРУ знайшло аль-Кувейта і простежило за ним до укриття бен Ладена. 
Оскільки ім'я Маулаві Абд аль-Халік Ян згадується в тюремному досьє JTF-GTMO на Абу Фараджа аль-Лібі, опублікованого проектом WikiLeaks 24 квітня 2011 року, з'явилися підозри, що підготовка США до штурму укриття в Абботтабаді було прискорена як запобіжний засіб.

### Виявлення укриття

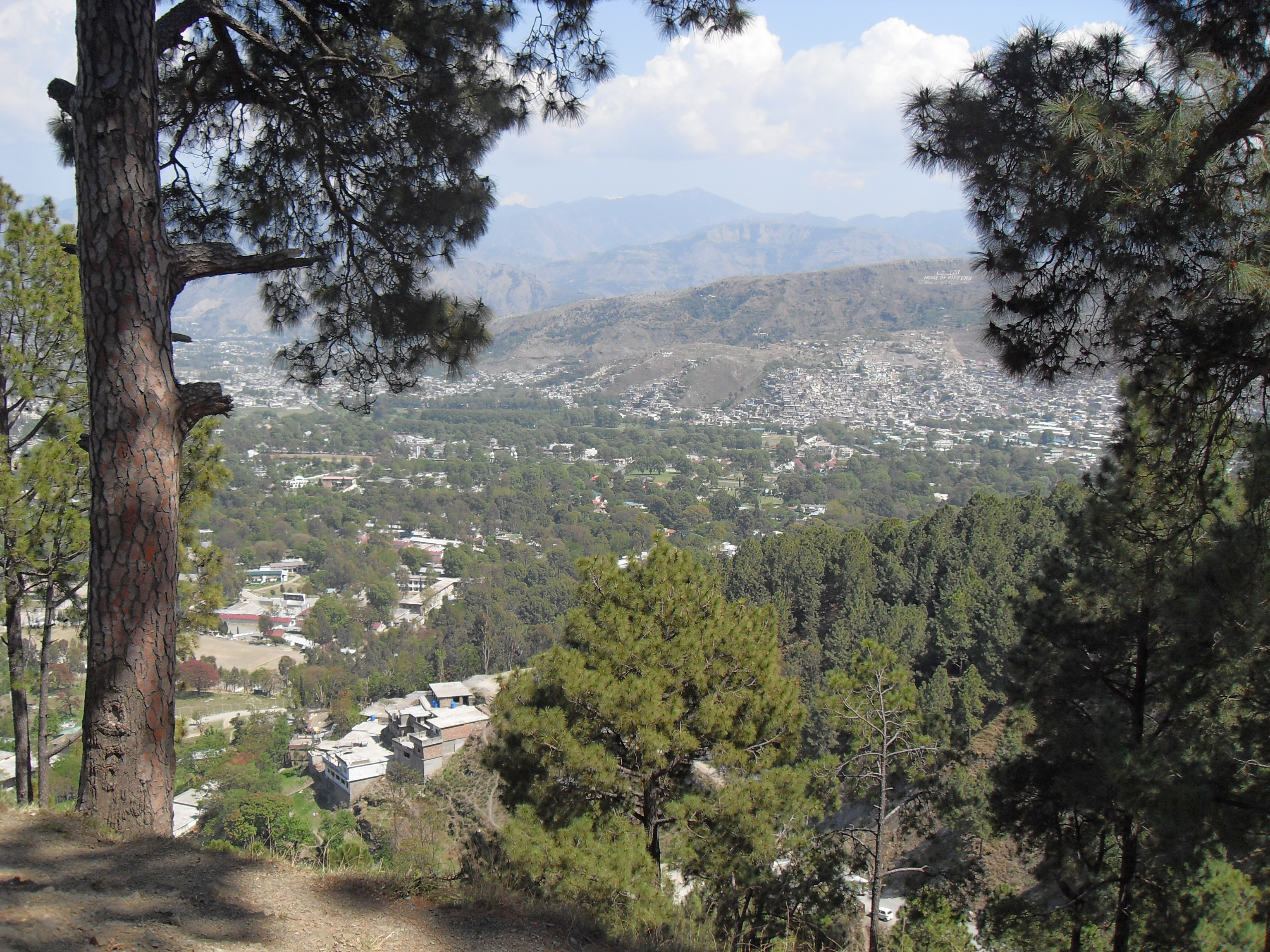
Вигляд Абботтабаду

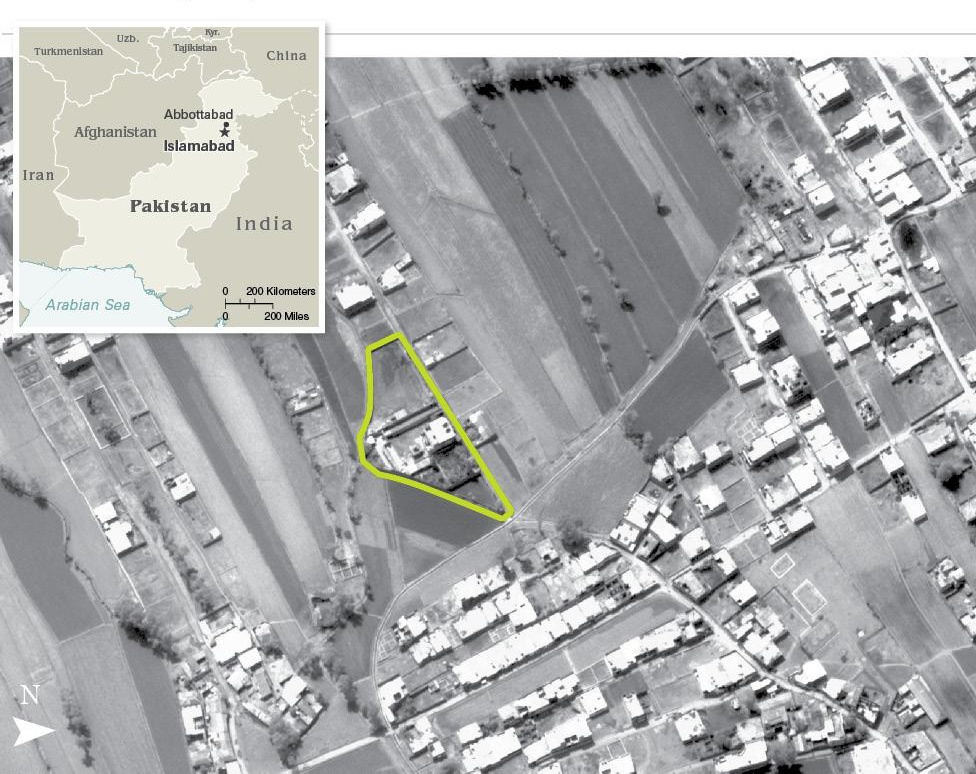
Вигляд будівлі, в якій перебував бен Ладен з повітря

За допомогою супутникових фотографій та повідомлень розвідки ЦРУ встановило жителів особняка. У вересні ЦРУ дійшло висновку, що перебування бен Ладена там було досить ймовірним.
Триповерховий особняк вартістю мільйон доларів, був побудований у 2005 році, розташований на вершині пагорба на околиці міста і був добре захищений. Він був оточений бетонними стінами (від 3,7 до 5,5 м заввишки) з колючим дротом. В особняку не було Інтернету і телефонного зв'язку, що виглядало підозріло.
29 квітня 2011 президент Обама провів нараду з Томасом Донільоном, Джоном Бреннаном та іншими радниками з національної безпеці США в дипломатичному кабінеті в Білому домі, на якому він санкціонував атаку на укриття в Абботтабаді. Пакистан не був проінформований про це рішення.

## Операція «Спис Нептуна»

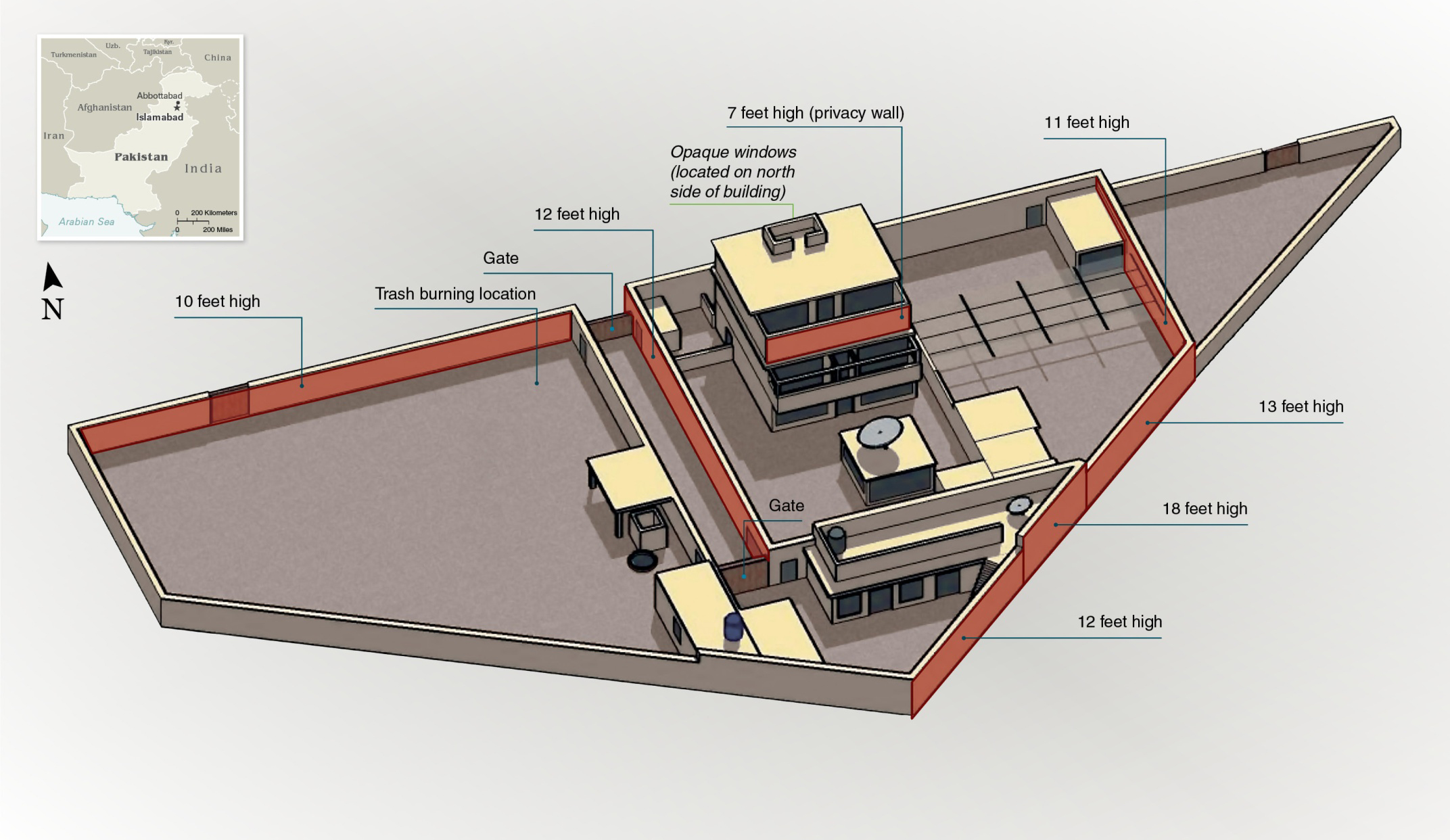
Схема будівлі, в якій перебував Осама бен Ладен

Операція була проведена спільно військовослужбовцями підрозділу SEAL під командуванням Об'єднаного командування спеціальних операцій у співпраці з ЦРУ.
Хоча операція була проведена виключно силами США, згідно з міністерством закордонних справ Пакистану, співробітники Пакистанської міжвідомчої розвідки також були присутні під час операції і це була спільна операція. З іншого боку, президент Пакистану Асіф Алі Зардарі у своєму повідомленні чітко вказав, що операція не була спільною.
Оператори SEAL вилетіли до Пакистану з бази в місті Джелалабад на сході Афганістану після того, як прибули туди з авіабази Баграм на північному сході Афганістану.
160-й авіаційний полк спеціальних операцій (SOAR), підрозділ командування спеціальних операцій армії США, відомий як «Нічні сталкери», надав два модифіковані гелікоптери MH-60  "Stealth Black Hawk" які, є сильно модифікованою версією MH-60 Black Hawk, яка була зроблена для потреб сил спеціального призначення США, які використовувалися для самого рейду, а також важкі гелікоптери MH-47 Chinook, які використовувалися як резервні.
MH-47 Chinook, які залишалися в режимі очікування, були на землі «у безлюдній місцевості приблизно на двох третинах шляху» від Джелалабада до Абботтабада, з двома додатковими командами SEAL, що складалися приблизно з 24 операторів DEVGRU для «сил швидкого реагування» (QRF). Чинуки були оснащені 7,62-мм міні-гарматами GAU-17/A та кулеметами GAU-21/B 50-го калібру та додатковим паливом для Black Hawks. Їхня місія полягала в тому, щоб перешкоджати будь-яким спробам пакистанських військових втрутитися в рейд. Інші Chinook, які тримали ще 25 SEAL з DEVGRU, були розміщені прямо навпроти кордону в Афганістані на випадок, якщо під час операції знадобиться підкріплення.
Гелікоптери 160-го авіаційного полку спеціальних операцій підтримувалися літаками, включаючи винищувачі та безпілотники. За даними CNN, «повітряні сили мали в наявності повну групу бойових пошуково-рятувальних вертольотів».
Рейд було заплановано на час із невеликим місячним світлом, щоб вертольоти могли увійти в Пакистан «низько над землею та непоміченими». Гелікоптери використовували горбисту місцевість і політ на низькій висоті, щоб дістатися до комплексу, не з’являючись на радарах і не сповіщаючи пакистанських військових. Переліт з Джелалабада в Абботтабад тривав близько 90 хвилин.
Відповідно до плану місії, перший гелікоптер мав би зависнути над двором комплексу, а його повна команда морських котиків швидко спуститися на землю. Одночасно другий гелікоптер мав долетіти до північно-східного кута комплексу та висадити перекладача, собаку та провідника, а також чотирьох бійців SEAL для охорони периметра. Команда на подвір'ї мала зайти в будинок з першого поверху.
Під час зависання над ціллю перший вертоліт зіткнувся з небезпечним повітряним потоком, відомим як стан вихрового кільця. Ситуація посилювалася вищою, ніж очікувалося, температурою повітря  і високими стінами, які перешкоджали розповсюдженню потоку ротора. Хвіст вертольота зачепив одну зі стін комплексу, пошкодивши його хвостовий гвинт, і вертоліт перекинувся на бік. Жоден із операторів SEAL, екіпажу чи пілотів гелікоптера не отримав серйозних ушкоджень під час м’якої аварійної посадки, яка закінчилася тим, що вертоліт був нахилений під кутом 45 градусів до стіни. Інший гелікоптер приземлився за межами комплексу, і оператори SEAL піднялися через стіни, щоб потрапити всередину. Морські котики увірвалися в будинок, виламуючи стіни та двері вибухівкою.]

### Штурм будинку
Штурм укриття бійцями SEAL почався о 2-й ночі за місцевим часом. Висадку бійців було проведено гелікоптерами, після чого частина бійців оточила периметр та пояснювали місцевим, що проводиться пакистанська військова операція. У цей час інша група почала просуватись всередину. 
Морські котики зустріли мешканців у гостьовому будинку комплексу, у його головній будівлі на першому поверсі, де жили двоє дорослих чоловіків, і на другому та третьому поверхах, де жив бен Ладен зі своєю родиною. Другий і третій поверхи були останньою частиною комплексу, яку було зачищено. Повідомляється, що на кожному рівні, включно з балконом кімнати бен Ладена, були «групи дітей». 

### Ліквідація Осами Бен Ладена

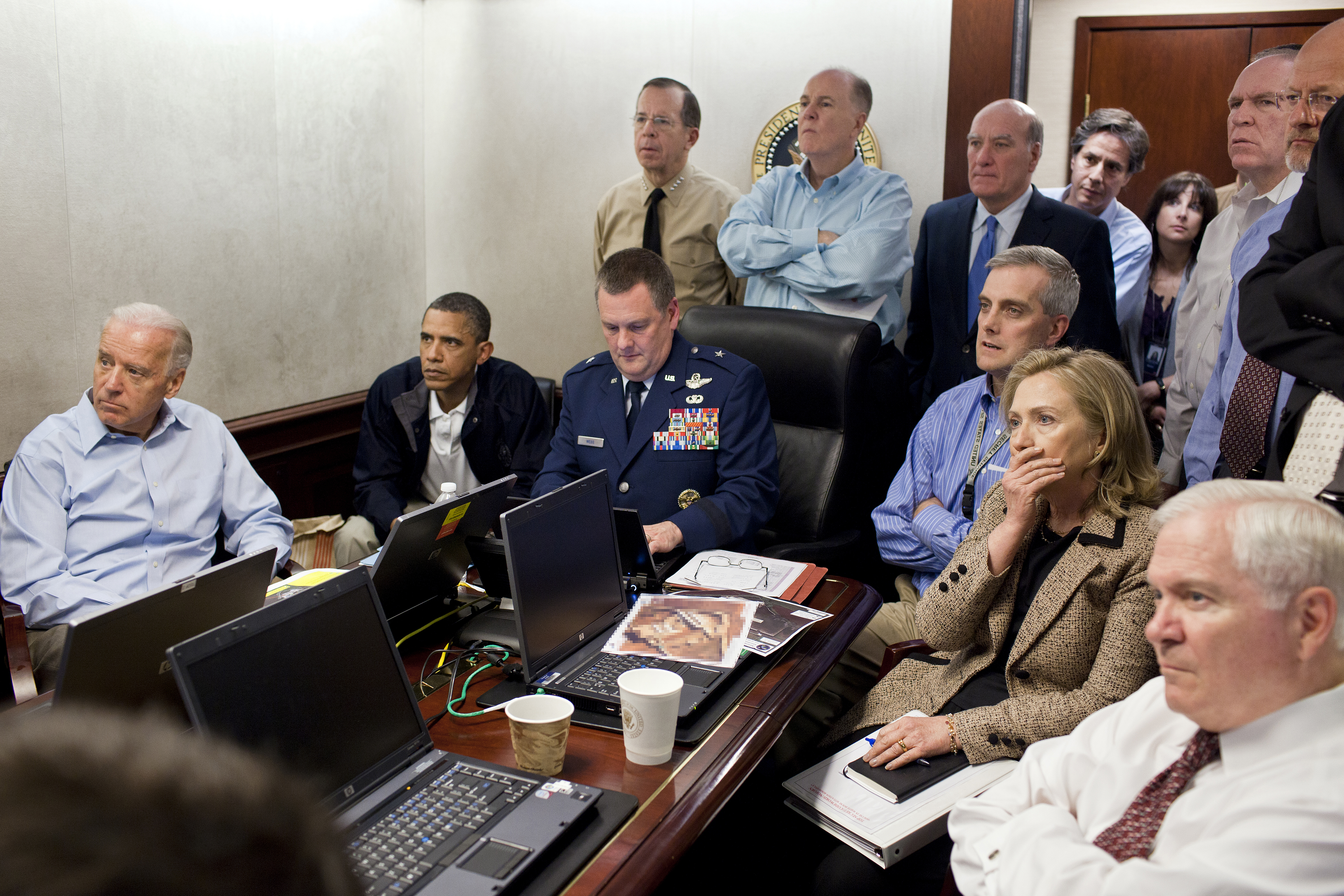
Президент США Барак Обама з віце-президентом Джо Байденом та членами групи національної безпеки спостерігають в прямій трансляції за розвитком операції «Спис Нептуна» з ситуативної кімнати Білого Дому. 1 травня 2011

Морські котики зустріли Бен Ладена на третьому поверсі головної будівлі. Бен Ладен був без зброї, «у місцевій широкій туніці та штанах, відомих як курта-пайджама», в яких пізніше було виявлено 500 євро та два номери телефонів, вшиті в тканину. 
Бін Ладен визирнув крізь двері своєї спальні на американців, які піднімалися вгору сходами, і головний оператор SEAL вистрілив у нього. Повідомлення різняться, хоча врешті-решт він отримав поранення в тіло та голову. Початкові постріли або промахнулися, влучили йому в груди, бік або голову. Кілька родичок Бен Ладена були поруч з ним. За словами журналіста Ніколаса Шмідла, одна з дружин Бен Ладена, Амаль Ахмед Абдул Фатах, махнула рукою, ніби збиралася атакувати. Головний котик вистрілив їй у ногу, потім схопив обох жінок і відштовхнув їх убік.
Роберт О'Ніл, який пізніше публічно назвав себе одним із операторів SEAL, які застрелили бін Ладена, стверджує, що він проштовхнув головного оператора SEAL, увійшов у двері та зіткнувся з бен Ладеном у спальні. О'Ніл стверджує, що бен Ладен стояв позаду жінки, поклавши руки на її плечі, штовхаючи її вперед. О'Ніл відразу ж двічі вистрілив бін Ладену в лоб, а потім ще раз, коли бін Ладен впав на підлогу.
Зброя, використана для вбивства Бен Ладена, була HK416 з 5,56-мм патронами. Лідер групи SEAL передав по радіо: «За Бога і країну — Джеронімо, Джеронімо, Джеронімо», а потім, після запиту Макрейвена про підтвердження, «Джеронімо EKIA» (ворог убитий у бою). Спостерігаючий за операцією в ситуаційній кімнаті Білого дому, Обама просто сказав: «Ми його дістали».
Операція тривала близько 40 хвилин, після чого за півтори години гелікоптери, з бійцями та тілом бен Ладена, покинули повітряний простір Пакистану.

### Місцеві повідомлення про атаку
Деталі атаки, що спостерігається з відстані, були опубліковані в Твіттері жителем Абботтабада, який не знав, що відбувається. Пакистанське видання Geo News повідомляло про аварію вертольота та стрільбу увечері 1 травня поблизу пакистанської військової академії.

## Поховання в морі
За словами американського посадовця, тіло бен Ладена було оброблено відповідно до ісламської практики і традиціями і було поховано в морі протягом дня після його смерті. Це відбулося на борту авіаносця «Карл Вінсон», що несе службу в північній частині Аравійського моря.
Однак, поховання у морі — не найкраща форма поховання згідно з ісламськими традиціями, і деякі ісламські духовні особи розкритикували це рішення.
Поховання в море для США добре тим, що це не залишає точного місця розташування, таким чином поховання не стане «терористичною святинею». Видання The Guardian висловило сумнів у тому, що могила бін Ладена стала б святинею, оскільки це суперечить ваххабізму. Видання також цитує американську посадову особу, яка пояснила труднощі знаходження країни, яка прийняла б поховання бен Ладена на своїй землі.

## Сумніви у достовірності
Деякі експерти висловлюють сумніви в доказах, наданих американськими ЗМІ. Зокрема, AFP повідомляє про викриття так званої «Фотографії мертвого бін Ладена». Крім того, про смерть бен Ладена з 2001 по 2010 рік повідомлялося шість разів.
Доктор Стів Р. Печеник, що займав впливові посади при трьох президентах США і станом на 2011 працює в Міністерстві оборони США, розповів, що бен Ладен помер після теракту 11 вересня 2001 року в своєму печерному комплексі Тора-Бора в результаті загострення дегенеративного генетичного захворювання — синдрому Марфана. Ця хвороба серйозно скорочує тривалість життя хворого. «Буш-молодший знав про смерть бен Ладена, розвідка знала про це …», — впевнено заявив Печеник. Печеник переконаний, що рішення про запуск містифікації було зроблено, тому що рейтинги Обами досягли особливо низької точки. ЗМІ відзначають, що інформація Печеника вторить численним заяви професіоналів розвідки, і навіть глав держав по всьому світу. Печеник також повідомив, що один з представників вищого генералітету повідомив йому, що 9/11 була постановочної операцією спецслужб США, і що він готовий назвати ім'я цього генерала у Федеральному суді.
Міністр інформації і керівник спецслужб Ірану Гейдар Мослехі теж заявив, що Осама бен Ладен помер своєю смертю ще раніше в результаті перенесеної ним хвороби. За словами Мослехі, «у нього є серйозні докази, документи і відомості, що підтверджують це».

## Звернення президента США
Пізно ввечері 1 травня 2011 основні американські ЗМІ повідомили, що президент виголосить важливу промову на нерозкриту тему, пов'язану з національною безпекою. Спочатку про тему поширилися найрізноманітніші чутки, поки не з'ясувалося, що Обама повинен буде оголосити про смерть Осами бен Ладена. Об 11:30 вечора за UTC-4 (2 травня 3:30 за UTC) президент США Барак Обама підтвердив це і сказав, що бен Ладен був убитий «невеликою групою американців». Він пояснив, як було досягнуто вбивство бен Ладена, свою роль у подіях і що смерть бен Ладена означає на символічному і практичному рівні.
| Ліві лапки | Сьогодні, за моєю вказівкою, Сполучені Штати почали цілеспрямовану операцію проти цього укриття в Абботтабаді (Пакистан). Невелика група американців провела операцію з незвичайною мужністю та вмінням. Ніхто з американців не постраждав. Вони подбали, щоб уникнути жертв серед цивільного населення. Після перестрілки вони вбили Осаму бен Ладена і взяли контроль над його тілом. | Праві лапки |

## Реакція

### США

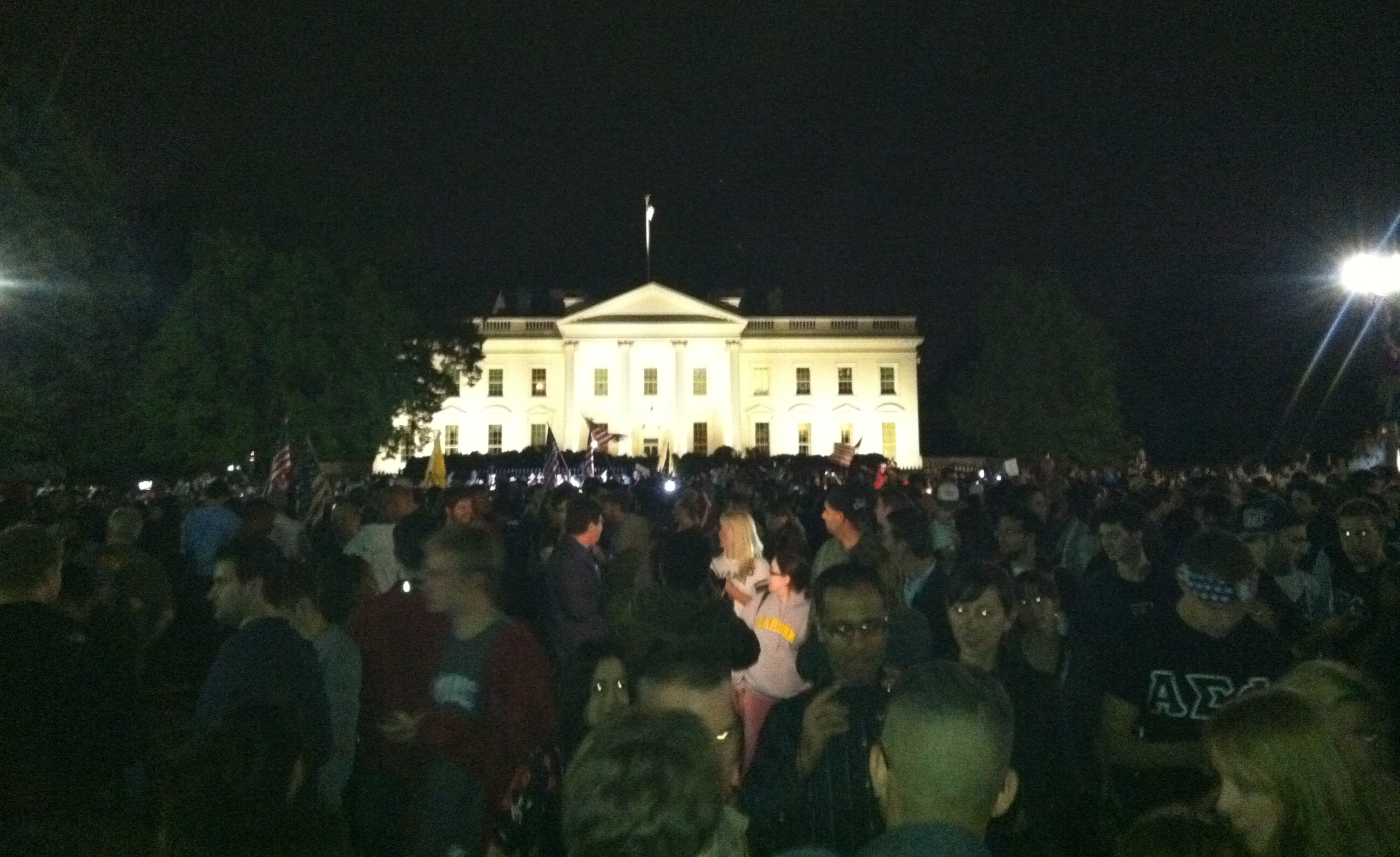
Американці святкують смерть Осами бен Ладена навпроти Білого дому США.

Повідомлення про смерть бен Ладена викликало святкування у США. Великий натовп святкував цю подію поблизу Білого дому, на місці Світового центру торгівлі та поблизу Пентагону. Американські телерадіокомпанії перервали графік трансляції і розповідали деталі події, а також показували інтерв'ю із родичами жерт терактів, організованих бен Ладеном.
Колишній президент США Джордж Буш молодший сказав: «це досягнення позначає перемогу Америки для людей, які шукають мир у всьому світі, для тих, хто втратив своїх близьких 11 вересня 2001» Інші лідери Республіканської партії також привітали США з цією подією.
Колишній президент США Білл Клінтон описав цю подію як «надзвичайно важливий момент для людей усього світу, які хочуть побудувати мирне майбутнє, вільне і співробітницьке майбутнє для наших дітей.»
Три головні телевізійні мережі США зупинили їхню трансляцію за розкладом для трансляції новин про смерть бен Ладена.

### Пакистан
Після смерті бен Ладена президент Пакистану Асіф Алі Зардарі провів термінову нараду з прем'єр-міністром Юсуфом Раза Ґілані та головами безпеки в Ісламабаді. Пакистанські військові офіцери відмовилися прокоментувати цю подію, посилаючись на те, що її повинні коментувати у міністерстві закордонних справ. Юсаф Раза Ґілані заявив: «Ми не дозволимо використовувати нашу землю для терористичних дій проти будь-якої іншої країни, тому я вважаю, що це велика перемога, успіх і я вітаю успіх цієї операції.» Президент Пакистану Асіф Алі Зардарі заперечує, що вбивство Осами бен Ладена в його країні є ознакою його нездатності боротися з тероризмом. Навпаки, він вважає, що Пакистан можна назвати «найбільшою жертвою тероризму у світі».

### Ісламські громади
Ісламські громади такі як Мусульманська Громада Ахмадія , Брати мусульмани та Палестинська автономія заявили, що смерть Осами принесе більше миру на світі і висловили жаль, що іслам асоціюється у багатьох людей з тероризмом. Талібан, Аль-Каїда та Хамас розкритикували цю операцію і заявили про те, що за вбиство їхнього лідера буде завдано удару у відповідь.

### Міжнародна спільнота
Лідери багатьох держав світу привітали США з успіхом операції і заявили, що це перемога правосуддя та всієї світової спільноти.
Рада безпеки ООН назвала смерть Осами бен Ладена критично важливою у боротьбі з тероризмом і закликала всі країни світу докласти якнайбільше зусиль боротися з тими, хто, підтримує тероризм.
Генеральний секретар ООН Пан Гі Мун теж назвав цю подію важливою у боротьбі з міжнародним тероризмом.
Україна теж підтримала дії США. Тодішній Президент Віктор Янукович заявив, що «ця подія важлива для всіх країн, які бажають жити у світі без тероризму».